# Kraftwerk Sankt Paleon
Kraftwerk Sankt Paleon är ett vattenkraftverk i Österrike.   Det ligger i distriktet Amstetten och förbundslandet Niederösterreich, i den nordöstra delen av landet, 140 km väster om huvudstaden Wien. Kraftwerk Sankt Paleon ligger 248 meter över havet.
Kraftverket byggdes mellan 1960 och 1965. Det har 2 kaplanturbin som med en fallhöjd på drygt 19 meter och levererar 51,9 MW. Kraftverket moderniserades mellan 1976 och 1977.